# 灰半線脂鯉
灰半線脂鯉（学名：Hemigrammus gracilis），為輻鰭魚綱脂鯉目脂鯉亞目脂鯉科的其中一個種，為熱帶淡水魚，分布於南美洲巴西亞馬遜河及聖弗朗西斯科河流域，體長可達4.4公分，棲息底中層水域，生活習性不明。
其种加词来源于拉丁文“gracilis”，意为“纤细的”。